# Il plenilunio delle vergini
Il plenilunio delle vergini è un film del 1973 diretto da Luigi Batzella, con lo pseudonimo di Paolo Solvay, e Aristide Massaccesi.

## Trama
Karl è un giovane archeologo alla ricerca dell'anello dei Nibelunghi. Stando ai suoi studi, l'amuleto si trova nel castello di Dracula. Suo fratello gemello, Franz, lo segue, per impossessarsene.
Giunti alla reggia, verranno sedotti e vampirizzati dalla sensuale contessa de Vries.

## Produzione

### Riprese[1]
Il film è stato girato nel Castello Piccolomini. e nei dintorni di Balsorano.
Rosalba Neri ebbe problemi con Batzella. Ricorda di averlo visto poco sul set e che era una persona un po' schizofrenica.
Nonostante sia solo accreditato il regista sardo, Massaccesi ha diretto molte scene, oltre ad aver curato la fotografia. Mark Damon, successivamente, rimase talmente impressionato dalla professionalità del cineasta romano che lo propose a Roger Corman per la produzione de La rivolta delle gladiatrici.
Mark Damon ha interpretato sia Karl che Franz Schiller, ma la lista del cast attribuisce a Sergio Pislar il ruolo di Karl; Pislar non era altro che uno pseudonimo Mark Damon, che è accreditato anche co-autore della sceneggiatura con un altro alias, Alan M. Harris.

## Distribuzione
Quasi tutti i componenti del cast e della troupe sono accreditati con pseudonimi stranieri. Questa scelta era tipica, all'epoca, per esportare i film italiani all'estero. La pellicola fu distribuita negli USA e in Francia. Ha avuto, in seguito, varie edizioni home video.

## Accoglienza
La rivista Nocturno ha dedicato un articolo a Il plenilunio delle vergini.
Paolo Mereghetti ricorda una sequenza in particolare: Rosalba Neri, nuda, mentre fa un bagno di sangue. È stata recensita come «genuinamente erotica».